# Garancsi István
Garancsi István (Mátészalka, 1965. november 30. –) magyar üzletember, a Market Építő Zrt., az Ok Bau és az LVC Diamond Játékkaszinó Üzemeltető Kft. tulajdonosa és a NAV online pénztárgépeihez SIM-kártyát szállító Mobil Adat Kft. többségi tulajdonosa. A Magyar Természetjáró Szövetség elnöke.     
A 100 leggazdagabb magyar 2024-ban megjelent listája szerint 172 milliárd forintos vagyonával, Magyarország 9. leggazdagabb embere. A Befolyás-barométer 2021-es listáján a 8. helyen szerepelt.

## Tanulmányok
Garancsi István 1980-ban kezdte meg tanulmányait a debreceni Fazekas Mihály Gimnázium matematika tagozatán, az érettségi vizsgát 1984-ben tette le. 
Az egyetemet Pécsen végezte el 1985 és 1989 között közgazdász szakon.

## Életút

### Vezető beosztások
1989–1990: Pécsen a Mecsekvidéke Takarékszövetkezetnél volt kirendeltségvezető.
1990–1991: az MNB Pécs Közigazgatási Osztályán, 1991-ben pedig az OTP Értékpapír Főosztályán volt főeladó.
1991–1994 között vezető üzletkötő volt a K&H Bank Brókerházban.
1994–1996 között a Takarék Bróker Rt. ügyvezető igazgatója, 1996-tól elnök-vezérigazgatója, majd 2000–2001-ig vezérigazgatója volt.
2001. május 28-tól az Esztergom és Vidéke Takarékszövetkezet Igazgatóságának elnöke volt.

### Vállalkozások, befektetések

#### CD-Hungary Zrt.
2001 nyarán az Állami Privatizációs és Vagyonkezelő (ÁPV) Rt. eladta a CD Hungaryt. Az értékes ingatlanokkal rendelkező vállalat a Garancsi István és  Hernádi Zsolt által 20 milliós alaptőkével létrehozott Szinva 2001 Kft.  tulajdonába került.

#### FC Fehérvár
2007. december 12-én a Garancsi István tulajdonában álló Futball Invest 2007 Zrt. felvásárolta a csőd szélén álló FC Fehérvárt működtető Fetév Invest Kft-t. Ezzel Garancsi a labdarúgó-egyesület 81%-os tulajdonosa lett. Garancsi szakértők bevonásával három munkanap alatt az egyesület ügyeit rendezte és december 18-án benyújtotta a fellebbezését a november 30-án visszavont licenccel kapcsolatban.
2009. február 11-én Futball-F 2007 Kft. az ÁMV Kft-től megvásárolta a MOL Fehérvár FC üzletrészének további 12%-át, így Garancsi a MOL Fehérvár FC üzletrészének 99,99%-nak tulajdonosává vált.

#### Magyar Természetjáró Szövetség
2012. május 12-én a Magyar Természetbarát Szövetség közgyűlése új alapszabály elfogadásáról döntött, mellyel a szervezet neve Magyar Természetjáró Szövetség lett. A szervezet elnökévé Garancsi Istvánt, a természetjáró és kerékpáros turizmus, úthálózat és közlekedés fejlesztéséért felelős miniszterelnöki megbízottat választották.

#### MET-csoport
Garancsi a 2013-ban megalakult MET Holding 10 százalékos tulajdonosa lett.
A MET-Csoport révén 2018 májusáig volt érdekelt volt a magyarországi gázkereskedelemben.

#### Market Építő Zrt.
2015 áprilisában Magyarország miniszterelnöke és a Nemzetközi Úszó Szövetség (FINA) elnöke aláírta a 2017-es úszó-világbajnokság rendezéséről szóló megállapodást Lausanne-ban. A „vizes vb” létesítményeinek tervezésére, megvalósítására kiírt tendert a Market Építő Zrt. nyerte 38,6 milliárd forint értékben, a szerződést május 12-én megkötötték. A szerződés aláírását lehetővé tévő kormányhatározat azonban csak később, május 26-án jelent meg a Magyar Közlönyben. Az engedélyek megszerzése körül is bonyodalmak és problémák merültek fel, amit az Országgyűlés gyors törvénymódosításokkal korrigált.
A Market bevétele 188 milliárd forint; tiszta nyeresége 7,1 milliárd forint volt 2019-ben, melyből 5.3 milliárd forintot fizettek ki osztalékként.

#### Ok Bau
Az Ok Bau a Market leányvállalata, Garancsi kisebb építőipari cége.
2019-ben az OK Bau saját tőkéjét 425 millió forintról 2,1 milliárd forintra növelte. A belföldi értékesítés nettó árbevétele 12 milliárd forintról 23 milliárd forintra nőtt. 
Ugyanebben a évben 269 millió forintról annak hétszeresére, 1,57 milliárd forintra növelte nyereségét.

#### LVC Diamond Játékkaszinó Üzemeltető Kft.
2021-ben a Nemzeti Koncessziós Iroda 2056-ig a Garancsi 60 százalékos és Szalay-Bobrovniczky Kristóf 40 százalékos tulajdonában álló  LVC Diamond Játékkaszinó Üzemeltető Kft.-nek ítélte a néhai Andy Vajna birtokában volt Las Vegas Casino-csoport kaszinókoncessziós jogát. A Las Vegas Casino-csoport az Atlantis, az Atrium Eurocenter, a Corvin Sétány, a Sofitel és a Tropicana kaszinókat foglalja magába. Ez az öt kaszinó hozzávetőlegesen 10 milliárd forint nyereséget termel évente.